# Élan (Ardennes)
Élan is een plaats en voormalige gemeente in het Franse departement Ardennes in de regio Grand Est en telt 78 inwoners (2009). De plaats maakt deel uit van het arrondissement Charleville-Mézières.

## Geschiedenis
Élan maakte deel uit van het kanton Flize totdat dit op 22 maart 2015 werd opgeheven en de gemeente werd opgenomen in het kanton Nouvion-sur-Meuse. Op 1 januari 2019 werd de gemeente opgeheven en opgenomen in de gemeente Flize.

## Geografie
De oppervlakte van Élan bedraagt 9,9 km², de bevolkingsdichtheid is dus 7,9 inwoners per km².
De onderstaande kaart toont de ligging van Élan (Ardennes) met de belangrijkste infrastructuur en aangrenzende gemeenten.

## Demografie
Onderstaande figuur toont het verloop van het inwonertal (bron: INSEE-tellingen).

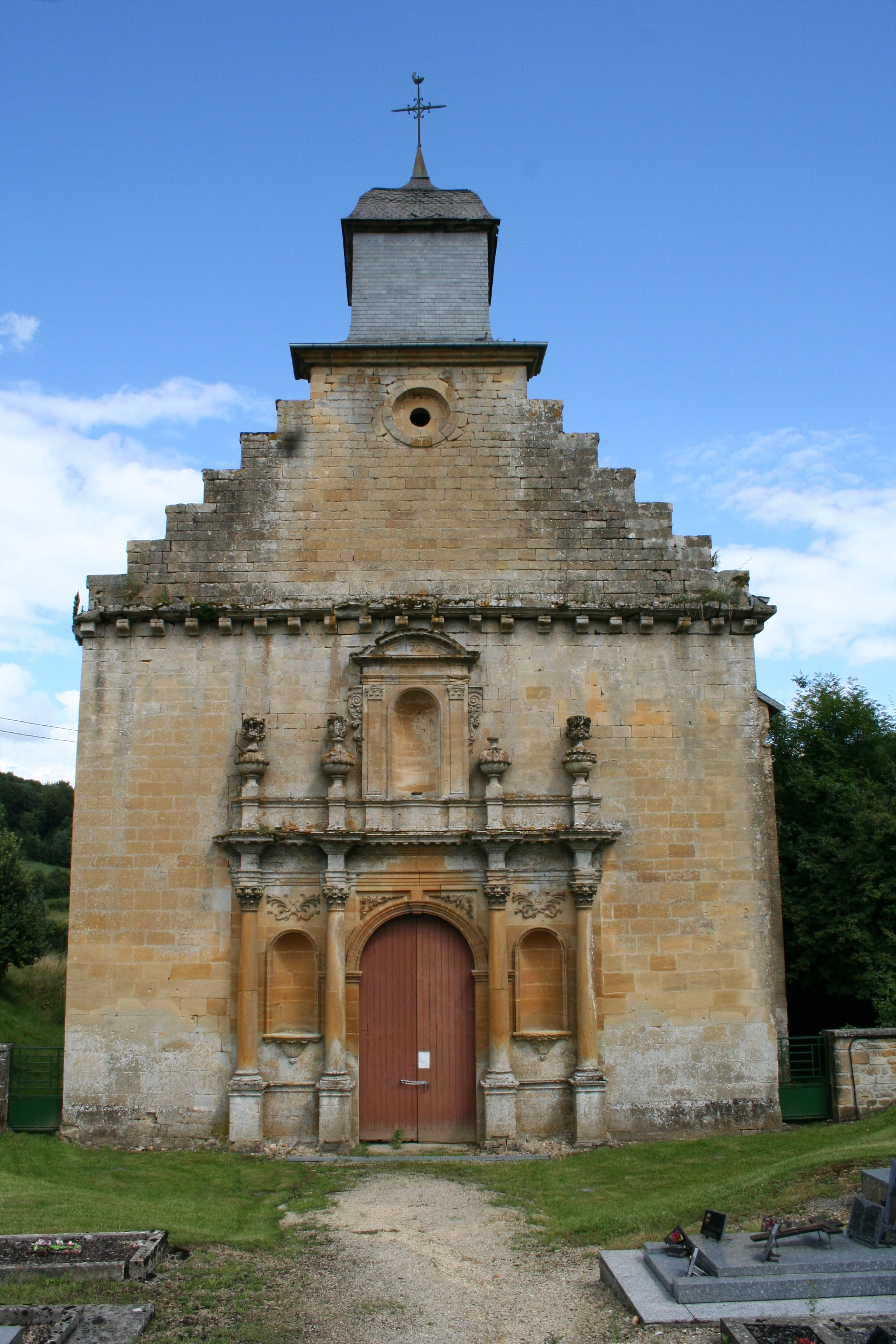
L'église Notre=Dame d'Élan

Vanwege een beveiligingsprobleem met de MediaWiki Graph-software is het momenteel niet mogelijk deze grafiek weer te geven. Zodra de software is bijgewerkt zal de grafiek vanzelf weer zichtbaar worden.